# جايسون بي. باريش
جايسون بي. باريش (بالإنجليزية: Jason B. Parrish)‏ هو مدير فني أمريكي، ولد في 28 سبتمبر 1878 في كاناندياجو في الولايات المتحدة، وتوفي في 3 أكتوبر 1906 في فلاشينغ ‏ في الولايات المتحدة.